# アントニオ・ヴェッリオ
アントニオ・ヴェッリオ（Antonio Verrio、1636年ごろ - 1707年6月15日）は、17世紀にイタリアで生まれた画家で、イギリスで宮廷画家として働き、多くの建物の装飾壁画を描いた。

## 生涯
ナポリ王国のレッチェで生まれた。自らの記述によれば、ヴェネツィアで学び、ナポリやフランスのトゥールーズで働いた後、1671年か1672年にイギリスに移ってきたとしている。イギリスで、壁画、天井画の画家として評価を高め、1676年頃か国王チャールズ2世の注文で、ホワイトホール宮殿や、ウィンザー城の一部の建物に装飾画を描いた。
1684年にチャールズ2世によって、ピーター・レリーの後任として主席宮廷画家に任じられた。1685年に王位を継いだジェームズ2世はヴェッリオを重用せず、王室の庭師職で働かなければならなかった。1688年に名誉革命でウィリアム3世が国王になっても、用いられず、主席宮廷画家の職にはゴドフリー・ネラーが就任した。ヴェッリオは1890年からデヴォンシャー公爵の住宅チャッツワース・ハウスの装飾画を描いた。
1694年から1697年の間は、エクセター伯爵のバーリー・ハウス(Burghley House)の装飾画を描き、1699年になって国王のために、ウィンザー城やハンプトン・コート宮殿の仕事をした。1705年に眼病を患い引退した。

## 作品

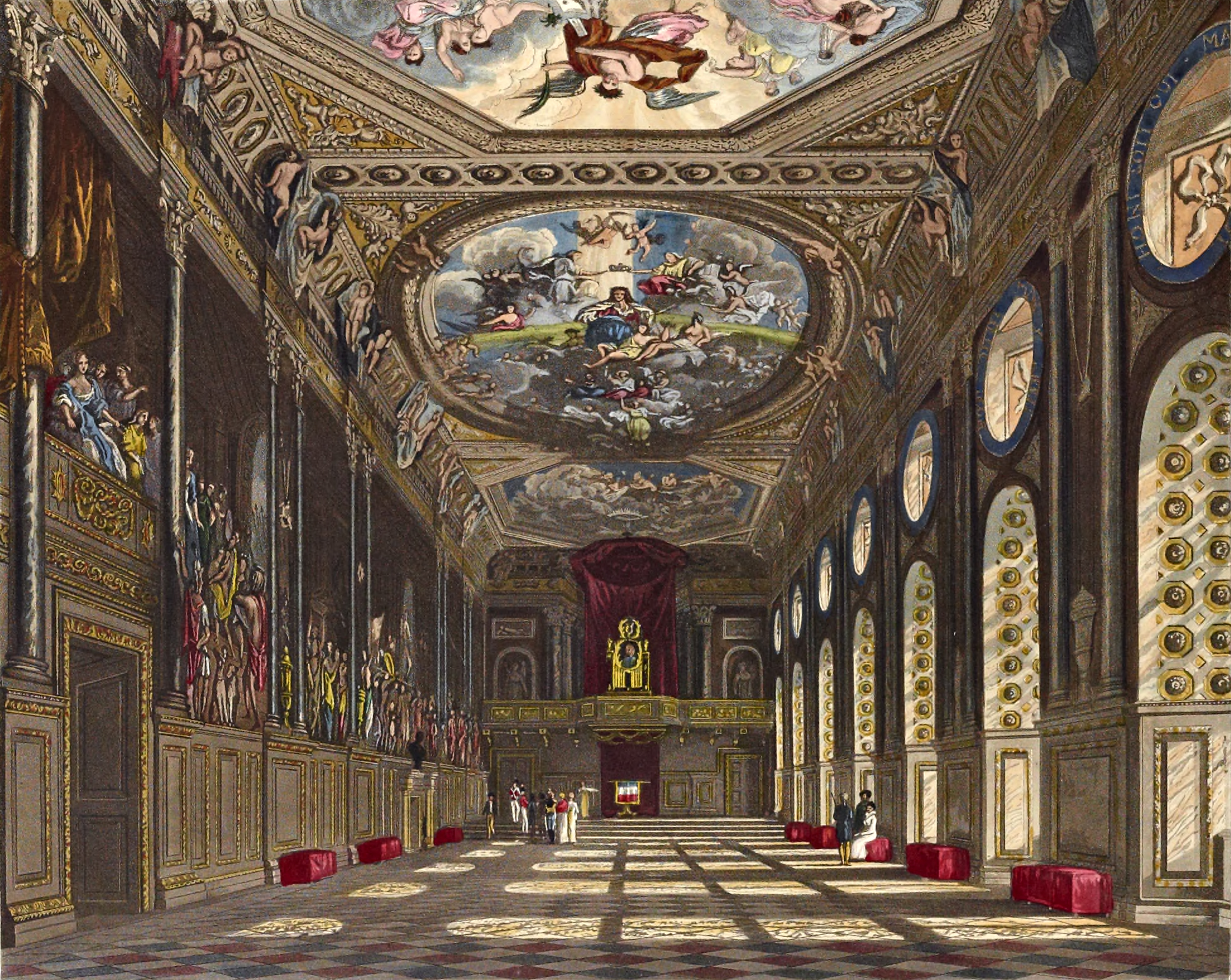
装飾画のあるSt George's Hall Windsor
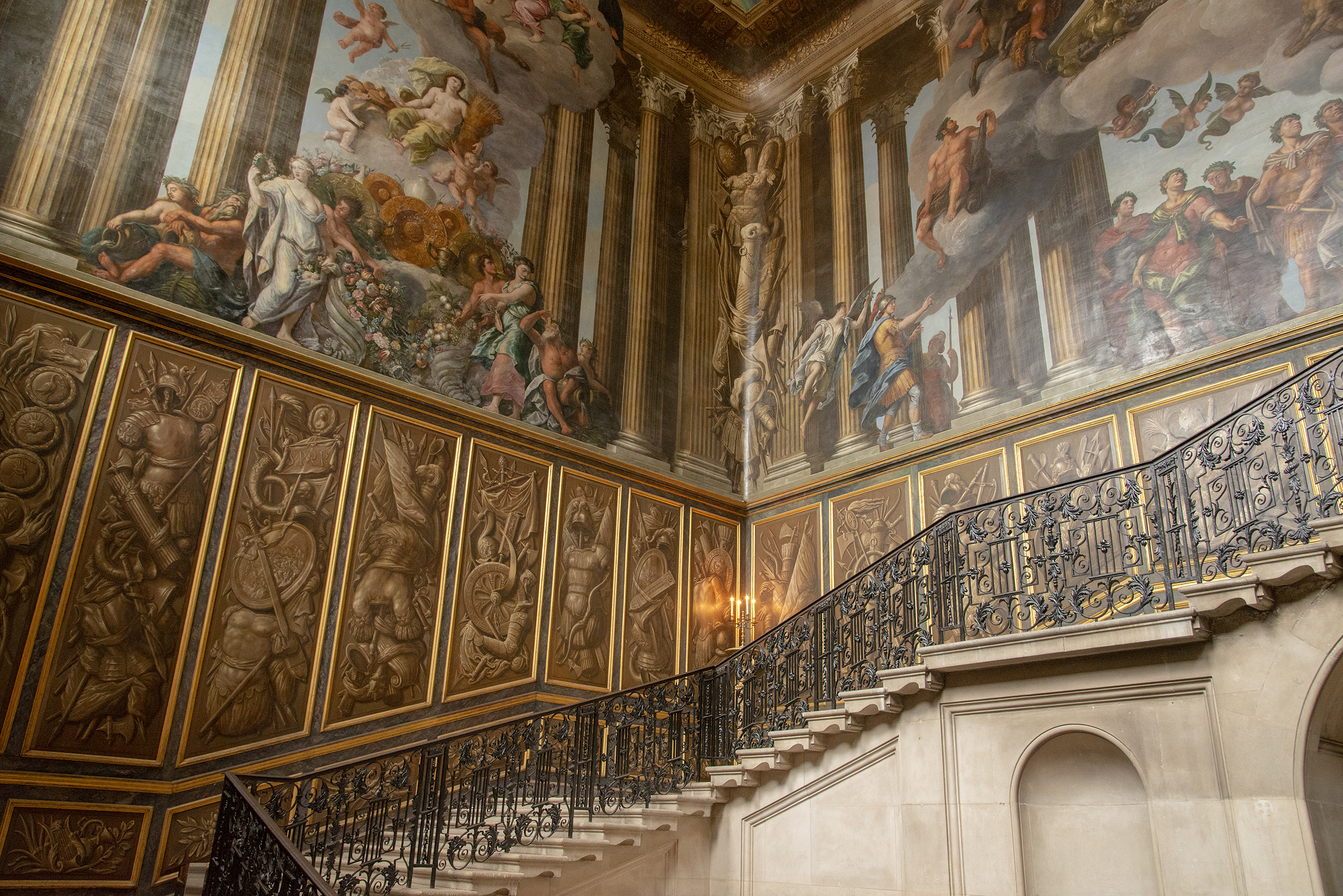
ハンプトン・コート宮殿の装飾画
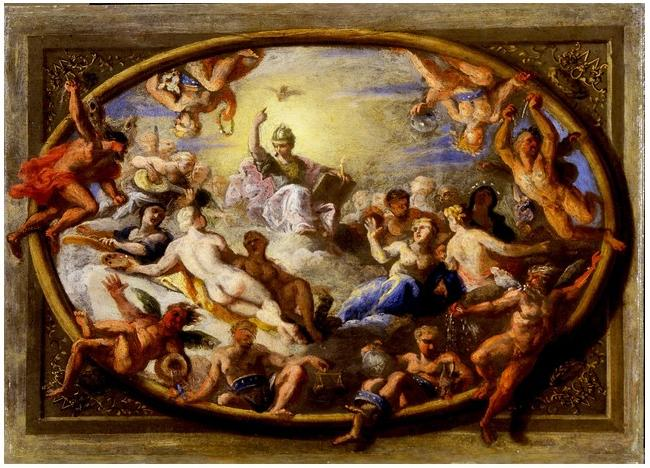